# TJ KOTVA Braník
TJ KOTVA Braník je jeden z nejstarších[zdroj?] vodáckých klubů v ČR. Tělovýchovná jednota je registrována jako občanské sdružení a v současné době sdružuje čtyři oddíly.

## Historie
Předchůdcem byl Kroužek vodních turistů v rámci Pražského odboru KČST, který vznikl na ustavující schůzi 17. dubna 1925. TJ svůj vznik datuje k otevření své první loděnice na 18. 9. 1926. První loděnice měla boxy pro 80 lodí a brzy byla kapacita zvýšena na 100 lodí. Mezi členy KVT byli průkopníci vodní turistiky s podstatným vlivem na organizaci akcí, kilometráž řek i stavbu lodí. Závodníci z řad KVT dosahovali čelných umístění na celorepublikové, evropské i světové úrovni.
V roce 1942 musela být loděnice přestěhována na druhou stranu laguny Akciových ledáren. Přes ztížené podmínky válečného hospodářství byla nová loděnice větší a účelnější. Součástí loděnice je vedle klubovny, dílny, bytu kustoda a sociálního zařízení i skromná ubytovací část pro mimopražské vodáky. V této době KVT poskytl i útočiště skautským oddílům Němci zakázaného Junáka. To se ukázalo jako významný přínos pro členskou základnu.
Na začátku 60. let byl otevřen na louce pod loděnicí autokemp. Výnosy z provozování kempu, přestože většina peněz se musela odevzdávat ČSTV, umožnila postavit v 70. letech novou loděnici na místě staré, včetně tělocvičny, zvýšené kapacity ubytovny, sociálního zařízení kempu a restaurace.

### Historické názvy
- 1925 – 1948 KČST KVT
- 1948 TJ SOKOL Braník
- 18. 5. 1948 TJ SOKOL Hodkovičky
- 1952  TJ Spartak Aeropal Modřany
- 1956 TJ Slavoj Pekárny a cukrárny
- 1960 TJ Dynamo Michle
- 1968 TJ KOTVA Braník – dosud

## Oddíly
- OVT – oddíl vodní turistiky
- OPT – oddíl pěší turistiky
- OLT – oddíl lyžařské turistiky
- TOM – turistický oddíl mládeže – skautský oddíl Trilobit

## Aktivity
Vedle oddílových programů je TJ KOTVA Braník organizátorem akcí otevřených pro vodáckou veřejnost.
- Splutí Botiče nazvané Rio Botičo
- Vánoční Sázava
- Mezinárodní turnaj v kanoepolu
- Juniorské mistrovství ČR v kanoepolu